# Luc Boonen
Luc Boonen (16 april 1969) is een Vlaams auteur. Zijn debuutroman uit 2013, Uit de hoogte,  werd door critici zeer positief onthaald en werd genomineerd voor de Hercule Poirotprijs van dat jaar.
Luc Boonen is de broer van de auteur Stefan Boonen.